# Чемпіонат СРСР з хокею із шайбою 1948—1949
Третій чемпіонат СРСР з хокею із шайбою проходив з 12 грудня 1948 по 26 лютого 1949. ЦБЧА вдруге поспіль переміг у змаганнях. Вперше до трійки призерів потрапив ВПС, який значно підсилився перед початком сезону. Найкращим бомбардиром став Олексій Гуришев («Крила Рад») — 29 закинутих шайб.

## Підсумкова таблиця
| М   | Команда                   | І  | Пер | Н | Пор | ЗШ | ПШ  | О  |
| --- | ------------------------- | -- | --- | - | --- | -- | --- | -- |
| 1.  | ЦБЧА (Москва)             | 18 | 15  | 2 | 1   | 80 | 29  | 32 |
| 2.  | ВПС (Москва)              | 18 | 12  | 3 | 3   | 78 | 34  | 27 |
| 3.  | «Динамо» (Москва)         | 18 | 11  | 3 | 4   | 79 | 45  | 25 |
| 4.  | «Крила Рад» (Москва)      | 18 | 10  | 3 | 5   | 62 | 40  | 23 |
| 5.  | «Спартак» (Москва)        | 18 | 9   | 3 | 6   | 67 | 54  | 21 |
| 6.  | «Динамо» (Рига)           | 18 | 8   | 3 | 7   | 55 | 53  | 19 |
| 7.  | «Дзержинець» (Челябінськ) | 18 | 5   | 4 | 9   | 45 | 58  | 14 |
| 8.  | «Динамо» (Ленінград)      | 18 | 3   | 3 | 12  | 48 | 69  | 9  |
| 9.  | «Динамо» (Таллінн)        | 18 | 2   | 3 | 13  | 23 | 79  | 7  |
| 10. | «Дзержинець» (Ленінград)  | 18 | 0   | 3 | 15  | 33 | 109 | 3  |

Скорочення: М = підсумкове місце, І = ігри, Пер = перемоги, Н = нічиї, Пор = поразки, ЗШ = закинуті шайби, ПШ = пропущені шайби, О = набрані очки

## Склади команд-призерів
1. ЦБЧА: воротарі — Борис Афанасьєв, Григорій Мкртичан; захисники — Володимир Веневцев, Володимир Меньшиков, Володимир Никаноров (капітан), Андрій Старовойтов; нападники — Євген Бабич, Анатолій Тарасов, Всеволод Бобров, Леонід Бєлов, Віктор Давидов, Ігор Курбатов та Михайло Орєхов. Тренер — Анатолій Тарасов.

1. ВПС: воротарі — Микола Ісаєв, Борис Тропін; захисники — Борис Бочарніков (капітан), Олександр Виноградов, Євген Воронін, Андрій Чаплинський; нападники — Юрій Жибуртович, Зденек Зікмунд, Іван Новиков, Юрій Тарасов, Анатолій Архіпов, Олександр Афонькін, Василь Володін, Віктор Леонов, Олександр Моїсеєв та Олександр Стриганов. Тренер — Матвій Гольдін.

1. «Динамо» М: воротар — Віктор Ставровський, Михайло Степанов; захисники — Василь Комаров, Револьд Леонов, Олег Толмачов (капітан); нападники — Віктор Климович, Микола Медведєв, Георгій Павлов, Борис Петелін[en], Микола Поставнін, Сергій Соловйов, Василь Трофімов, Олександр Уваров та Аркадій Чернишов. Тренер — Аркадій Чернишов.

## Найкращі бомбардири
- Олексій Гуришев («Крила Рад») — 29
- Всеволод Бобров (ЦБЧА) — 27
- Іван Новиков (ВПС) — 23
- Анатолій Вікторов («Динамо» Л) — 22
- Валентин Захаров («Спартак» М) — 20
- Зденек Зікмунд (ВПС) — 19
- Василь Трофімов («Динамо» М) — 19
- Віктор Шувалов («Дзержинець» Ч) — 18
- Анатолій Тарасов (ЦБЧА) — 16
- Леонід Степанов («Трактор») — 16
- Олександр Уваров («Динамо» М) — 16
- Євген Бабич (ЦБЧА) — 14
- Петро Котов («Крила Рад») — 13
- Микола Нілов («Спартак» М) — 13
- Борис Соколов («Спартак» М) — 13
- Вальдемар Шульманіс («Динамо» Р) — 13
- Арнольд Браунс («Динамо» Р) — 12
- Лембіт Ряммаль («Динамо» Т) — 12